# 維也納兵工廠

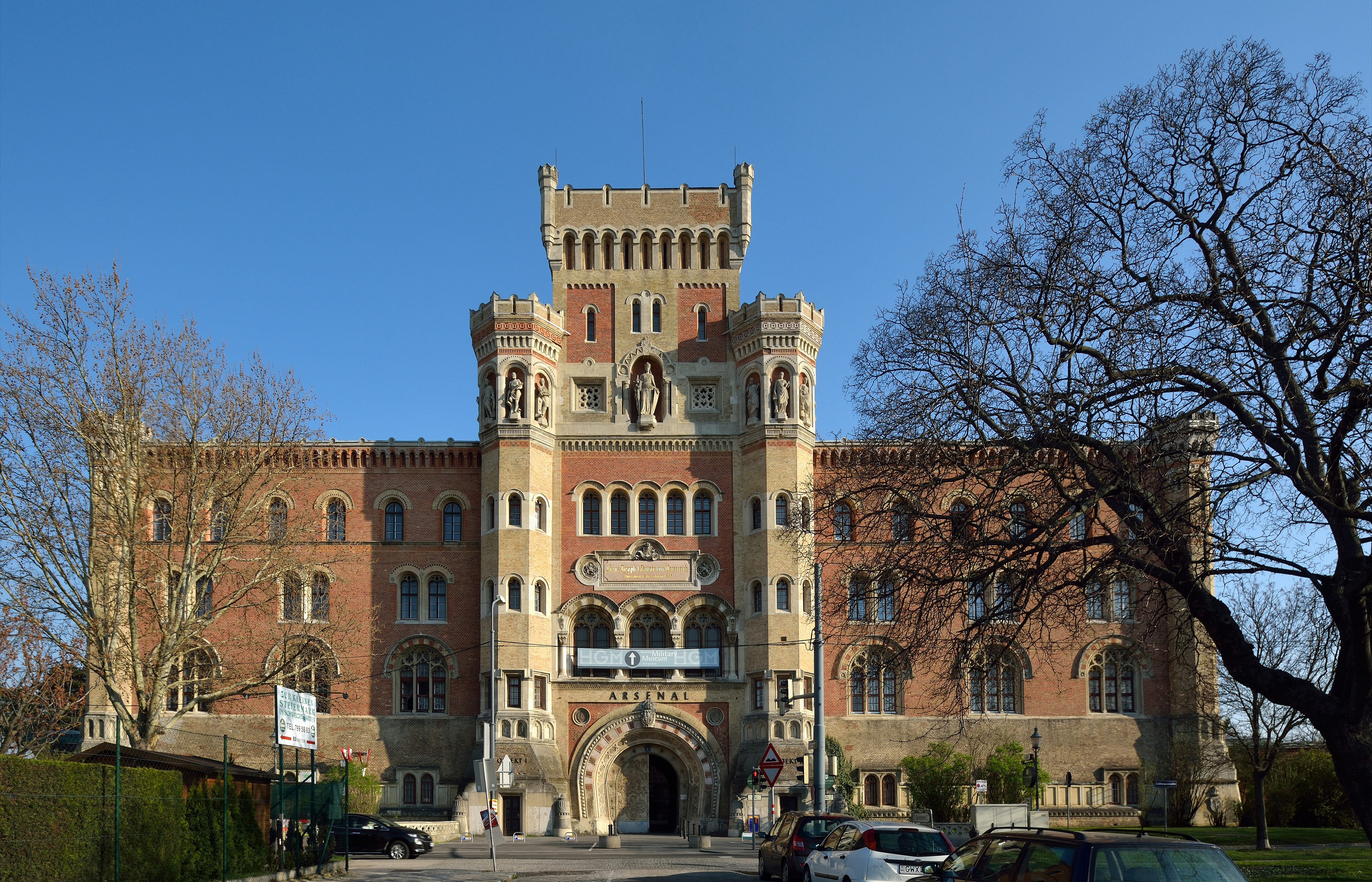
維也納兵工廠

維也納兵工廠是位於奧地利首都維也納東南部的一個曾用於軍事用途的建築群。維也納兵工廠修建於1848年至1856年期間，是維也納三座取代舊城防禦工事中的第一座建築。在第一次世界大戰期間，這一建築群成為兵營和軍械庫。二戰期間，維也納兵工廠遭到嚴重破壞，但戰後大部分建築恢復原本樣貌。現在兵工廠內部分土地仍由奧地利軍隊用作兵營。

## 外部連結
- Arsenal Research
- RTA Rail Tec Arsenal Fahrzeugversuchsanlage （页面存档备份，存于） Operator of the wind tunnel
- Heeresgeschichtliches Museum （页面存档备份，存于） (military museum)://
- Testing of UK rolling stock （页面存档备份，存于） Transit of BR stock to and from the Arsenal in 1989

48°10′55″N 16°23′27″E / 48.18194°N 16.39083°E